# Улица Галшки Гулевичивны (Луцк)
Улица Галшки Гулевичивны (укр.  Вулиця Галшки Гулевичівни) — давняя Армянская улица Луцка, расположена в историко-культурном заповеднике Старый Луцк. Начинается от улицы Данилы Галицкого и Рыночной площади, пересекает Караимскую и выходит к берегу реки Стыр. На ней расположен памятник архитектуры — Армянская церковь. Зародилась в XIV—XV веках как главная улица армянского квартала, которая вела от Рынка к армянскому храму.

## История
Географически, участок, на котором сейчас расположен историко-культурный заповедник, к началу XX века был островом. Начиная с VIII века, от которого исследователи отсчитывают существования города, эта территория постоянно росла вследствие естественного осушения местности. Однако пригодной для жизни она стала значительно позже. Так, участок, где современная улица берет начало, стала использоваться как городская с X века. В 1150 году здесь уже были городские укрепления, которые пролегали вдоль края надпойменной террасы. Но полностью территория, где проходит нынешняя улица, была освоена лишь в XIII веке.
В этом же веке в Луцке могли появиться первые армянские поселения. В XIV веке армянская колония уже была достаточно многочисленной. В послании католикоса Теодороса II в 1388 году луцкая община упомянутая на третьем месте после каменецкой и львовской. Армяне были достаточно состоятельными. Среди местных купцов на Рынке было много армян. Они отражали один из крепких торговых контактов города — с Востоком. Застройка улицы в основном сформировалась в XIV — начале XV веков.
В 1427 году в армянском квартале на этой улице был построен храм. Однако из-за того, что во второй половине XV века произошел упадок армянской общины Луцка и её восстановление в XVI веке, а также из-за того, что во время возрождения был построен еще один армянский храм, исследователи пока не установили, или сегодняшняя армянская церковь является тем, что строилась в 1427, или той, которая возникла в XVI веке. Рядом с церковью располагался кладбище.
В середине следующего столетия рядом с улицей (на соседней) была основана (или существовала еще раньше) плебания костела Святого Якуба. Это был один из Фара костелов Луцка.
С развитием Луцка в XIII—XV веках его планировочная структура перешла к закрытому типу европейских городов. Это, помимо прочего, сказывалось на оборонных укреплениях города. Так, он был окружен несколькими оборонными кольцами стен. Армянская же улица входила к возможному третьему кольцу обороны центра города.
В том месте, где Армянская улица соединялась с Рыночной площадью, стояла церковь Покрова Пресвятой Богородицы. В 1637 году эта церковь была отстроена заново, поскольку предыдущий храм сгорел и был разобран в 1625 году.
В XVIII веке на улице начался упадок вместе с армянской общиной Луцка. А уже по состоянию на 1789 улица была застроена зданиями шляхты армянского происхождения. В 1845 году произошел крупный пожар города, в котором пострадал древний армянский храм. Впоследствии он был преобразован в военный склад. На пересечении улицы с Бонифратською (теперь Караимская) находился хлебный рынок. В 1916 году её переименовали в Хлебную. Именно в начале XX века сформировалась современная застройка улицы. Во время Второй мировой войны улице вернули название Армянская. В 1958 году её снова переименовали — теперь она стала называться именем  Мачтета . А через год улица получила новое название — Паши Савельевой.
В 2007 году улицу вновь переименовывали. Хотя было обращение армянской общины города о возвращении улице исторического названия, однако ей дали название Галшки Гулевичивны .

## Застройка
Улица сформирована домами кирпичного стиля конца XIX — начала XX веков. Здесь также хранятся оригинальные бордюры и плитка времен Второй Речи Посполитой. На улице находится древний армянский храм, который был перестроен в жилой дом в 1950-х годах. На фасаде дома, где находилась Паша Савельева, находится мемориальная доска.
Улица Галшки Гулевичивны начинается от улицы Даниила Галицкого, пересекает Караимскую и выходит к берегу реки Стыр.

## Галерея
- Один из старых домов
- Старые бордюры и плитка
- Крыша дома с улицы и кирха
- Улица